# Lenie Onzia
Lenie Onzia (* 30. Mai 1989 in Antwerpen) ist eine belgische ehemalige Fußballnationalspielerin. Sie spielte für verschiedene Vereine in Belgien, England und den Niederlanden. Zuletzt spielte sie von 2020 bis 2022 für den belgischen Erstligisten Oud-Heverlee Löwen. Aktuell ist sie Assistenztrainerin der belgischen U23-Frauen-Nationalmannschaft.

## Karriere

### Vereine
Onzia begann bei der Koninklijke Boechoutse Voetbal Vereniging mit dem Fußballspielen. Anschließend spielte sie beim Bacwalde SK und bis 2006 beim K Kontich FC als Mittelfeldspielerin. Danach folgte eine Saison für Oud-Heverlee Löwen.
Zur Saison 2007/08 wurde sie vom englischen UEFA-Cup-Sieger Arsenal Women FC verpflichtet, für den sie lediglich zwei Punktspiele in der Premier League bestritt. Nach nur einer Saison begab sie sich in die Niederlande, wo sie zunächst zwei Saisons für den Erstligisten FC Twente Enschede und dann eine für den VVV-Venlo bestritt. Nach zwei Saisons für den Lierse SK, für den sie in der BeNe League spielte, kehrte sie nach Enschede zurück. Mit dem FC Twente war sie 2016/17 in der Champions League vertreten, schied jedoch mit 0:5 – nach Hin- und Rückspiel – gegen den FC Barcelona im Achtelfinale aus. Sie kam in sechs Spielen zum Einsatz und wurde nur einmal ausgewechselt. Nach Belgien zurückgekehrt, spielte sie für die Frauenfußballabteilung des RSC Anderlecht, von 2018 bis 2020 für die des KAA Gent, bevor sie zum Oud-Heverlee Löwen zurückkehrte.
Im Mai 2022 beendete sie ihre Karriere als Spielerin.

### Nationalmannschaft
Ihr Debüt als Nationalspielerin gab sie am 3. Oktober 2003 in Bütgenbach beim 2:0-Sieg im Testspiel der U17-Nationalmannschaft gegen die der polnischen Auswahl mit Einwechslung in der 66. Minute für Melisssa Ranson. Ihr Debüt für die U19-Nationalmannschaft gab sie am 27. September 2005 in Szombathely beim 11:2-Sieg über die Auswahl Bulgariens im Qualifikationsspiel der ersten Runde für die Europameisterschaft 2006 in der Schweiz. Mit weiteren Siegen über Griechenland und Ungarn erreichte sie mit ihrer Auswahlmannschaft die zweite Qualifikationsrunde, in der Tschechien, die Ukraine und Wales bezwungen werden konnte. Für die Europameisterschaft 2006 qualifiziert, wurde in der Gruppe A am 13. Juli 2006 in Bern ein torloses Remis gegen Schweden erreicht; gegen die Auswahl Dänemarks zuvor und gegen die Auswahl Deutschlands danach hatte sie mit ihrer Mannschaft mit 1:2 und 0:4 verloren und schied somit aus dem Wettbewerb aus.
Für die Teilnahme an der Europameisterschaft 2007 in Island wurde mit Platz zwei in der ersten Qualifikationsgruppe – nach Siegen über die Auswahlen Griechenlands (1:0) und Estlands (9:0), sowie der Niederlage gegen die Auswahl Englands (2:5) – die zweite Qualifikationsgruppe erreicht. Im Turnier in Rumänien schloss ihre Mannschaft als Gruppenletzter ab. Für die Teilnahme an der Europameisterschaft 2008 in Frankreich, scheiterte ihre Mannschaft erneut nach der zweiten Qualifikationsrunde.
Ihr Debüt für die A-Nationalmannschaft gab sie am 6. September 2006 bei der 0:3-Niederlage im Testspiel gegen die Nationalmannschaft Schottlands mit Einwechslung in der 80. Minute. Ihr erstes Länderspieltor hatte sie am 5. September 2009 in Câmpina beim 7:2-Sieg im Testspiel gegen die Nationalmannschaft Rumäniens mit dem Treffer zum 7:1 in der 80. Minute – 16 Minuten nach ihrer Einwechslung für Sophie Mannaert – erzielt. Am 19. Juni 2010 hatte sie in Tubize, beim 11:0-Sieg im achten Spiel der Qualifikationsgruppe 8 für die Weltmeisterschaft 2011 in Deutschland, mit den Treffern zum 6:0 und 11:0 in der 35. und 90+1. Minute ihren ersten Doppeltorerfolg.
Am 4. März 2016 kam sie auch im Wettbewerb um den Algarve-Cup im ersten Spiel gegen die Nationalmannschaft Kanadas zum Einsatz. Des Weiteren nahm sie mit der Nationalmannschaft an der vom 16. Juli bis 6. August 2017 in den Niederlanden ausgetragenen Europameisterschaft teil, das erste große Fußballturnier für die belgische Nationalmannschaft der Frauen. Sie bestritt alle drei Spiele der Gruppe A und schied danach mit ihr aus dem Turnier aus.
In der Qualifikation für die EM 2022 wurde sie siebenmal nominiert, blieb aber ohne Einsatz und wurde auch aus dem vorläufigen Kader für die EM-Endrunde nach dem letzten Testspiel wieder gestrichen.
In der vor der EM-Endrunde begonnenen  Qualifikation für die WM 2023 wurde sie fünfmal eingesetzt, nach der EM-Endrunde nicht mehr.

## Erfolge
- Englischer Meister 2008
- Englischer Pokalsieger 2008 (ohne Finaleinsatz)
- Niederländischer Meister 2016
- Belgischer Meister 2018